# Argence (Charente)
Pour les articles homonymes, voir Argence.
L'Argence est un ruisseau du sud-ouest de la France et un affluent gauche de la Charente. Elle arrose le département de la Charente, dans la région Nouvelle-Aquitaine.

## Géographie
Elle prend sa source au nord de la forêt de la Braconne et coule vers le sud-ouest. Elle rejoint la Charente dont elle est un affluent rive gauche, près de Balzac à Chalonne (commune du Gond-Pontouvre), en amont d'Angoulême.
L'Argence a une longueur de 14,8 km.

## Communes et cantons traversés
L'Argence prend sa source sur la commune de Jauldes, traverse - dans l'ordre amont vers aval - les communes d'Anais, Champniers, Balzac, et conflue entre Balzac et Gond-Pontouvre.
Soit en termes de cantons, elle prend sa source dans le canton de La Rochefoucauld, traverse le canton de Saint-Amant-de-Boixe et conflue dans le canton de Gond-Pontouvre.

## Affluents

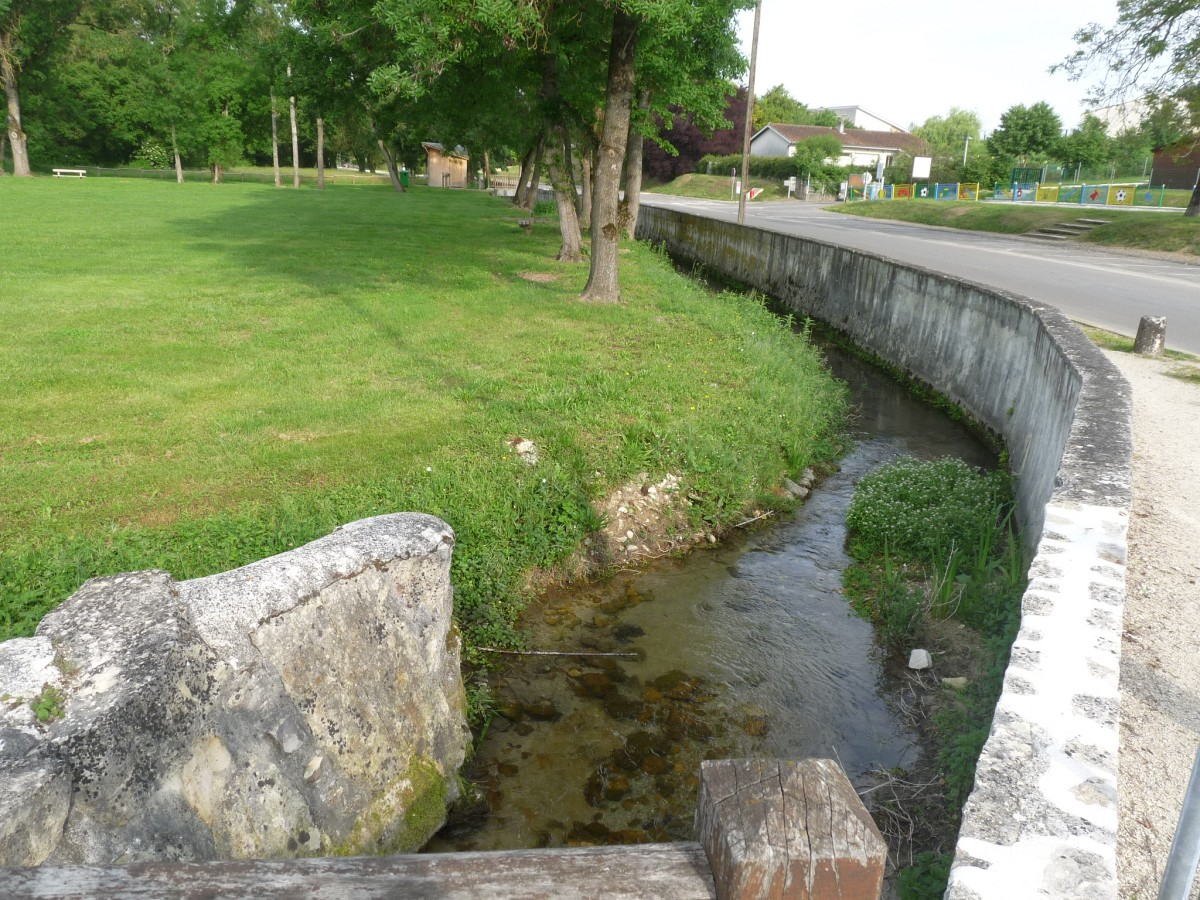
Le ruisseau de Champniers à Champniers

Sur la commune d'Anais, L'Argence reçoit sur sa droite le ruisseau du Moulin des Rivauds, issu d'une fontaine, ainsi qu'un autre ruisseau qui passe à l'ouest du bourg d'Anais, et qui peut aussi être considéré comme une branche maîtresse.
L'Argence a deux affluents contributeurs en rive gauche :
- Le ruisseau dit l'Étang, de 3 km, venant de Brie et qui se jette dans l'Argence au niveau de Churet (commune d'Anais).
- Le ruisseau de Champniers, de 5,6 km, sur la commune de Champniers[3], dans le canton de Gond-Pontouvre.